# Fitilieu
Fitilieu és un municipi delegat francès, situat a la regió d'Alvèrnia-Roine-Alps, al departament de la Isèra. A partir de l'1 d'abril de 2016, es fusiona amb Les Abrets i La Bâtie-Divisin i conformen el municipi nou Les Abrets-en-Dauphiné.

## Demografia

### Població
El 2007 la població de fet de Fitilieu era de 1.550 persones. Hi havia 610 famílies de les quals 137 eren unipersonals (47 homes vivint sols i 90 dones vivint soles), 200 parelles sense fills, 203 parelles amb fills i 70 famílies monoparentals amb fills.
La població ha evolucionat segons el següent gràfic:
Habitants censats

### Habitatges
El 2007 hi havia 697 habitatges, 618 eren l'habitatge principal de la família, 40 eren segones residències i 38 estaven desocupats. 657 eren cases i 37 eren apartaments. Dels 618 habitatges principals, 498 estaven ocupats pels seus propietaris, 106 estaven llogats i ocupats pels llogaters i 15 estaven cedits a títol gratuït; 1 tenia una cambra, 14 en tenien dues, 62 en tenien tres, 188 en tenien quatre i 354 en tenien cinc o més. 527 habitatges disposaven pel capbaix d'una plaça de pàrquing. A 235 habitatges hi havia un automòbil i a 327 n'hi havia dos o més.

### Piràmide de població
La piràmide de població per edats i sexe el 2009 era:
| Homes | Edats   | Dones |
| ----- | ------- | ----- |
| 0     | 95 o +  | 0     |
| 0     | 90 a 94 | 4     |
| 4     | 85 a 89 | 8     |
| 0     | 80 a 84 | 12    |
| 28    | 75 a 79 | 24    |
| 24    | 70 a 74 | 36    |
| 24    | 65 a 69 | 36    |
| 32    | 60 a 64 | 44    |
| 36    | 55 a 59 | 44    |
| 64    | 50 a 54 | 48    |
| 44    | 45 a 49 | 40    |
| 40    | 40 a 44 | 32    |
| 52    | 35 a 39 | 44    |
| 48    | 30 a 34 | 68    |
| 48    | 25 a 29 | 40    |
| 37    | 20 a 24 | 32    |
| 40    | 15 a 19 | 36    |
| 56    | 10 a 14 | 24    |
| 44    | 5 a 9   | 40    |
| 20    | 0 a 4   | 36    |

## Economia
El 2007 la població en edat de treballar era de 987 persones, 703 eren actives i 284 eren inactives. De les 703 persones actives 664 estaven ocupades (355 homes i 309 dones) i 39 estaven aturades (17 homes i 22 dones). De les 284 persones inactives 116 estaven jubilades, 58 estaven estudiant i 110 estaven classificades com a «altres inactius».

### Ingressos
El 2009 a Fitilieu hi havia 651 unitats fiscals que integraven 1.635 persones, la mediana anual d'ingressos fiscals per persona era de 17.759,5 €.

### Activitats econòmiques
Dels 61 establiments que hi havia el 2007, 3 eren d'empreses alimentàries, 8 d'empreses de fabricació d'altres productes industrials, 16 d'empreses de construcció, 10 d'empreses de comerç i reparació d'automòbils, 2 d'empreses de transport, 2 d'empreses d'hostatgeria i restauració, 3 d'empreses financeres, 6 d'empreses immobiliàries, 6 d'empreses de serveis, 1 d'una entitat de l'administració pública i 4 d'empreses classificades com a «altres activitats de serveis».
Dels 19 establiments de servei als particulars que hi havia el 2009, 1 era un taller de reparació d'automòbils i de material agrícola, 2 paletes, 2 guixaires pintors, 5 fusteries, 3 lampisteries, 2 electricistes, 1 empresa de construcció, 1 veterinari i 2 restaurants.
Dels 5 establiments comercials que hi havia el 2009, 1 era una fleca, 1 una carnisseria, 2 botigues de roba i 1 una floristeria.
L'any 2000 a Fitilieu hi havia 17 explotacions agrícoles que ocupaven un total de 336 hectàrees.

## Equipaments sanitaris i escolars
El 2009 hi havia 1 escola maternal i 1 escola elemental.

## Poblacions més properes
El següent diagrama mostra les poblacions més properes.